# Andy Dalton (giocatore di football americano)
Andrew Gregory Dalton (Katy, 29 ottobre 1987) è un giocatore di football americano statunitense che milita nel ruolo di quarterback per i Carolina Panthers della National Football League. Fu scelto dai Cincinnati Bengals nel corso del secondo giro (35º assoluto) del Draft NFL 2011. Al college ha giocato a football con i TCU Horned Frogs.

## Carriera universitaria
Dalton detiene i primati della squadra della sua università, i Texas Christian Horned Frogs, per vittorie (42), passaggi da touchdown (71), yard passate (10.314), passaggi tentati (1.317), passaggi completi (812) e percentuale di completamento (61,6). Detiene inoltre i record di passaggi da touchdown in una singola stagione (27), stabilito nella stagione 2010, e passaggi tentati (371), stabilito nella stagione 2007. Inoltre ha stabilito il primato in una singola gara per la più alta percentuale di completamento, 91,3 per cento, stabilita contro Baylor nel 2010.
Riconoscimenti vinti:
- MVP del Texas Bowl (2007).
- MVP del Poinsettia Bowl (2008).
- (2) First-team All-MWC (2009 e 2010).
- (2) Miglior giocatore offensivo della MWC (2009 e 2010).
- Rose Bowl MVP dell'attacco (2010).

### Statistiche al college
| Anno              | Squadra           | Tentati       | Completati    | % Completi    | Yard          | TD            | INT           |
| ----------------- | ----------------- | ------------- | ------------- | ------------- | ------------- | ------------- | ------------- |
| 2006              | TCU               | Non disputata | Non disputata | Non disputata | Non disputata | Non disputata | Non disputata |
| 2007              | TCU               | 371           | 222           | 59,8%         | 2.459         | 10            | 11            |
| 2008              | TCU               | 307           | 182           | 59,3%         | 2.242         | 11            | 5             |
| 2009              | TCU               | 323           | 199           | 61,6%         | 2.756         | 23            | 8             |
| 2010              | TCU               | 316           | 209           | 66,1%         | 2.857         | 27            | 6             |
| Totale al college | Totale al college | 1.317         | 812           | 61,7%         | 10.314        | 71            | 30            |

## Carriera professionistica

### Cincinnati Bengals

#### Stagione 2011
Nel draft NFL 2011 Dalton fu selezionato come 35ª scelta assoluta dai Bengals. Prima dell'inizio della stagione regolare vi furono diverse speculazioni su chi sarebbe stato il quarterback titolare dei Bengals, Dalton o il veterano Bruce Gradkowski. Carson Palmer, la prima scelta assoluta del draft NFL 2003, chiese di essere ceduto o svincolato, venendo alla fine accontentato. Andy debuttò nella NFL l'11 settembre 2011 a Cleveland contro i Cleveland Browns, indossando la maglia numero 14.

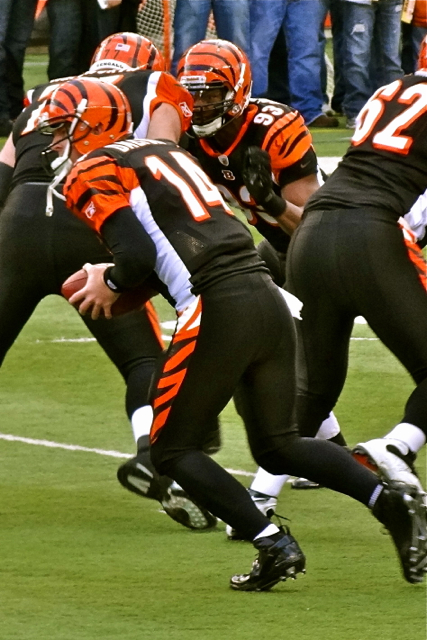
Dalton con i Bengals nel 2011.

Il 3 novembre 2011 Dalton fu nominato miglior rookie offensivo del mese di ottobre. Dalton guidò i Bengals a un record di 4-0 con 909 yard e 6 touchdown nel corso del mese. A fine anno entrò a fare parte del gruppo dei rookie ad avere superato le 3.000 yard su passaggio nella sua prima stagione, insieme all'altro rookie Cam Newton e fu, all'epoca, uno dei soli cinque debuttanti tra i quarterback a passare per almeno 20 touchdown, raggiungendo Newton, Peyton Manning, Dan Marino e Charlie Conerly.
Dalton fu nominato come riserva del Pro Bowl nel suo primo anno, venendo aggiunto al roster dell'evento dopo la scelta di Tom Brady di rinunciarvi.

#### Stagione 2012
Il 10 settembre, Dalton e i Bengals ebbero una partenza difficile perdendo nettamente contro i Baltimore Ravens per 44-13. Andy completò 22 passaggi su 37 tentativi per 221 yard e subendo un intercetto che Ed Reed ritornò in un touchdown. Nel turno successivo, i Bengals ottennero la prima vittoria stagionale contro i Cleveland Browns. Dalton passò 318 yard con 3 touchdown e un intercetto.

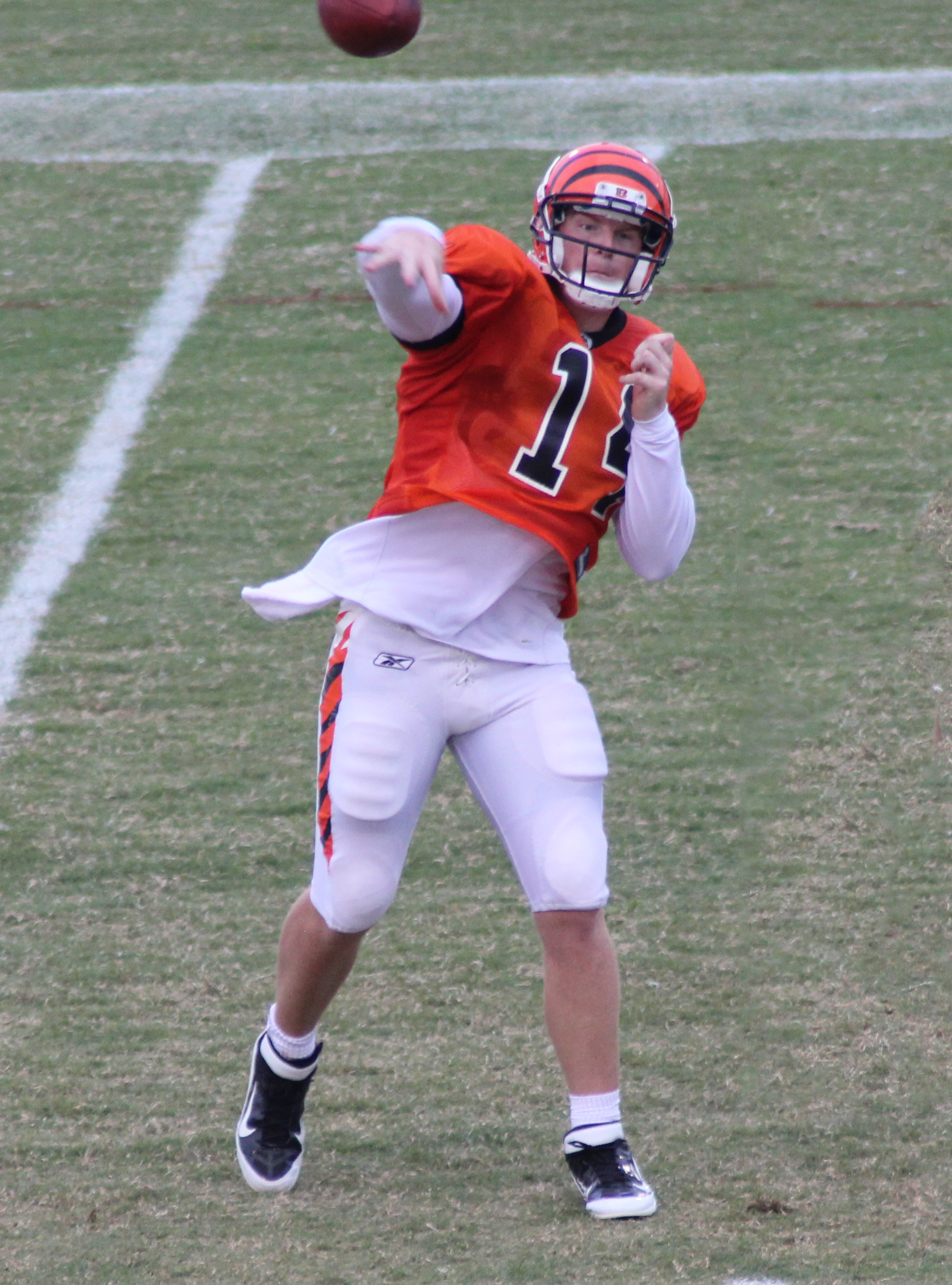
Dalton nel 2011

Nella settimana 3, Bengals vinsero la contro i Washington Redskins dove Dalton passò 328 yard, 3 touchdown e un intercetto. Dopo un'altra vittoria contro i Jaguars, i Bengals persero la seconda gara della stagione contro i Miami Dolphins. Dalton passò 234 yard con un touchdown e due intercetti di cui uno nel finale di gara che chiuse le speranze di rimonta della sua squadra. Nella settimana 6, i Bengals persero la terza gara stagionale contro i Browns ancora a secco di vittorie: Dalton passò 381 e 3 touchdown ma subì anche 3 intercetti. Nella settimana 10 i Bengals ottennero una importante vittoria sui New York Giants campioni in carica, con il quarterback che lanciò 199 yard e 4 touchdown, senza alcun intercetto. Seguirono vittorie sui Chiefs e sui Raiders in cui passò 3 touchdown, senza perdere palloni. Con questa partita Dalton uno dei soli tre giocatori a lanciare almeno 20 passaggi da touchdown in ognuna delle sue prime due stagioni, unendosi a Peyton Manning e Dan Marino.
Malgrado due intercetti subiti da Dalton nella settimana 16, i Bengals batterono gli Steelers assicurandosi la seconda partecipazione ai playoff consecutiva. Nell'ultimo ininfluente turno di campionato Cincinnati vinse contro i Ravens con Andy che passò un touchdown prima di venire sostituito per riposare in vista dei playoff.
Nel primo turno di playoff i Bengals, come l'anno precedente, furono eliminati dai Texans. Dalton faticò per tutta la partita completando 14 passaggi su 30 tentativi per 127 yard e un intercetto subito, iniziando a sollevare i primi dubbi sul suo valore a lungo termine.

#### Stagione 2013
Nella prima gara della stagione Dalton passò 282 yard con 2 touchdown e 2 intercetti subiti nella sconfitta contro i Chicago Bears. La settimana successiva giunse la prima vittoria stagionale sugli Steelers in cui passò 280 yard e un touchdown per il rookie Giovani Bernard. I Bengals vinsero anche con i Packers malgrado molti palloni persi, in una gara in cui Dalton passò 235 yard e 2 touchdown con un intercetto. Dopo una brutta sconfitta con i Browns, Cincinnati inflisse la prima sconfitta stagionale ai New England Patriots con 212 yard passate e un intercetto subito dal quarterback. La domenica seguente i Bengals vinsero la prima gara dell'anno in trasferta contro i Bills, con 337 yard e 3 touchdown di Dalton (1 intercetto subito), che venne premiato come miglior giocatore offensivo della AFC della settimana. Nella settimana 7 contro i Detroit Lions Dalton terminò con il miglior passer rating in carriera (135,9) passando 372 yard e tre touchdown nella vittoria all'ultimo secondo. Il suo ottimo stato di forma proseguì la domenica successiva in cui stabilì un nuovo primato personale lanciando 5 touchdown (4 per Marvin Jones) nella nettissima vittoria per 49-9 sui New York Jets. Quattro giorni dopo fu premiato come migliore giocatore offensivo della AFC del mese di ottobre.

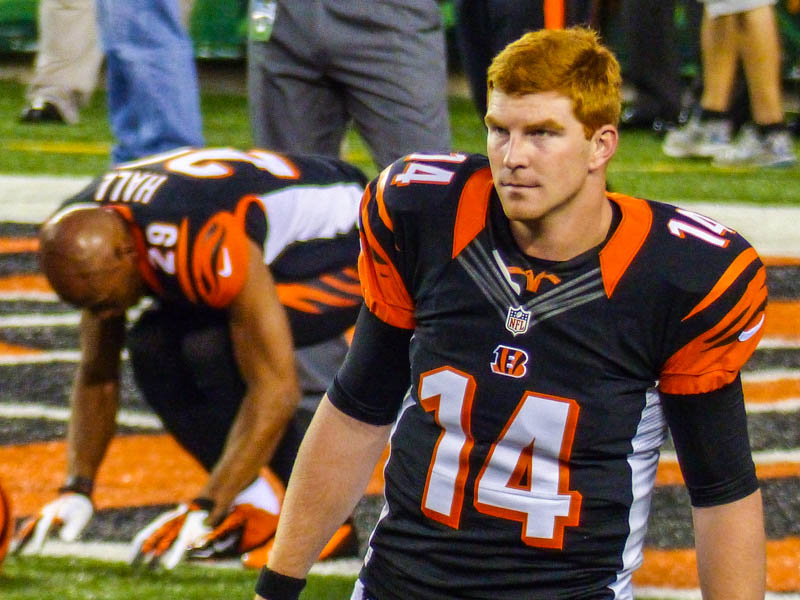
Dalton nel 2013

La brillante serie di prestazioni di Dalton si concluse nel peggiore dei modi nel Thursday Night della settimana 9 contro i Miami Dolphins quando subì tre intercetti e soprattutto il sack nei supplementari di Cameron Wake che diede origine a una safety e alla conseguente vittoria degli avversari. Altri tre intercetti li subì nel turno seguente nella sconfitta ai supplementari con i Ravens che tenne gli avversari in corsa per la vittoria della division. Andy terminò quella gara con 274 yard passate e 2 touchdown. Nella settimana 11, Dalton e i Bengals riuscirono a ribaltare due intercetti subiti e uno svantaggio di 13-0 nel primo quarto vincendo alla fine nettamente con i Browns.
Dopo la settimana di pausa i Bengals mantennero due gare di vantaggio sui Ravens in testa alla NFC North battendo i Chargers con 190 yard passate e un touchdown di Dalton. La domenica successiva disputò la migliore gara dell'ultimo mese passando tre touchdown e segnandone un altro su corsa (con 326 yard passate) nella netta vittoria sui Colts, venendo premiato per la seconda volta in stagione come miglior giocatore offensivo della AFC della settimana.
Battendo i Vikings nella settimana 16 i Bengals ottennero la loro terza qualificazione ai playoff consecutiva, un fatto senza precedenti per la franchigia. Dalton concluse la gara con 366 yard passate e 4 touchdown. Nell'ultima sfida della stagione Cincinnati batté Baltimore concludendo l'annata imbattuta in casa, in una gara in cui Andy superò i primati di franchigia stagionali di Carson Palmer per yard passate e passaggi da touchdown. La sua stagione regolare si concluse con 4.296 yard passate, 33 touchdown (terzo nella lega) e 20 intercetti (quinto peggior risultato della NFL), per un passer rating di 88,8. All'epoca, nelle prime tre stagioni in carriera, solo Dan Marino e Peyton Manning avevano passato più touchdown di Dalton.

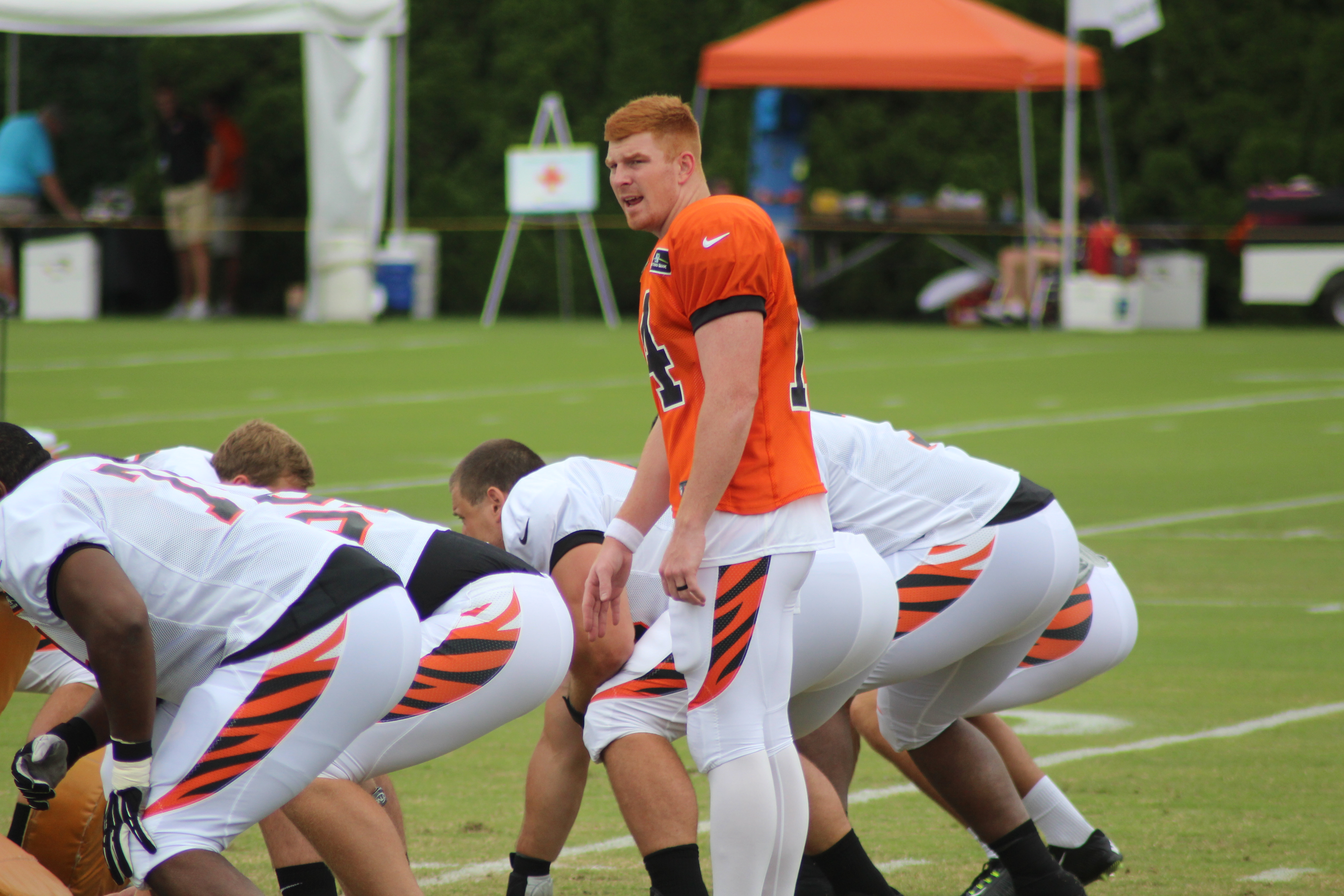
Dalton nel training camp 2014.

Malgrado i favori del pronostico i Bengals furono eliminati per il terzo anno consecutivo nel primo turno dei playoff, questa volta in casa per mano dei San Diego Chargers. Dalton mostrò ancora una volta i limiti evidenziati negli anni precedenti, terminando con 334 yard passate e un touchdown ma perdendo anche tre palloni importanti, con 2 intercetti e un fumble dopo un tentativo di corsa.

#### Stagione 2014
Il 4 agosto 2014 Dalton firmò con i Bengals un rinnovo contrattuale di sei anni del valore di 96 milioni di dollari. Nella prima gara dell'anno in casa dei Ravens ebbe inizialmente problemi di precisione, ma i Bengals trasformarono 5 field goal portandosi in vantaggio 15-0 alla fine del primo tempo. Dopo essere stati superati dagli avversari sul 16-15 nell'ultimo periodo di gioco, Dalton trovò A.J. Green con un touchdown da 77 yard per il controsorpasso e la vittoria. La settimana successiva, malgrado l'infortunio di Green a inizio gara, Dalton condusse Cincinnati a partire per la prima volta con un record di 2-0 dal 2006, nella vittoria sui Falcons in cui passò 252 yard e un touchdown. Nella settimana 3, Andy divenne il primo quarterback della storia dei Bengals a segnare un touchdown su ricezione, quando agguantò un passaggio da 18 yard di Mohamed Sanu. Cincinnati batté i Titans 33-7 mantenendosi imbattuta.
Tra la settimana 10 e la settimana 11 Dalton disputò due gare di segno opposto: nella prima contro i Browns terminò con il peggiore passer rating in carriera, un disastroso 2,0, frutto di tre intercetti subiti nella sconfitta. Nella seconda invece terminò con il migliore rating della carriera, 143,9, nella vittoria sui Saints che riportò i Browns in testa alla division. Due settimane dopo, sceso in campo malgrado uno stato influenzale, dopo avere subito tre intercetti solamente nel primo tempo, si riprese nel secondo segnando un TD su corsa e passandone uno a Green, nella vittoria sui Buccaneers che permise a Cincinnati di prendersi la vetta solitaria della division. Nel penultimo turno batterono in prima serata i Broncos assicurandosi la quarta qualificazione ai playoff consecutiva, con Dalton che passò 146 yard e 2 TD. La sua annata si chiuse con 3.398 yard passate, 19 touchdown passati, 4 segnati su corsa e 17 intercetti subiti, venendo convocato per il suo secondo Pro Bowl al posto dell'infortunato Aaron Rodgers.

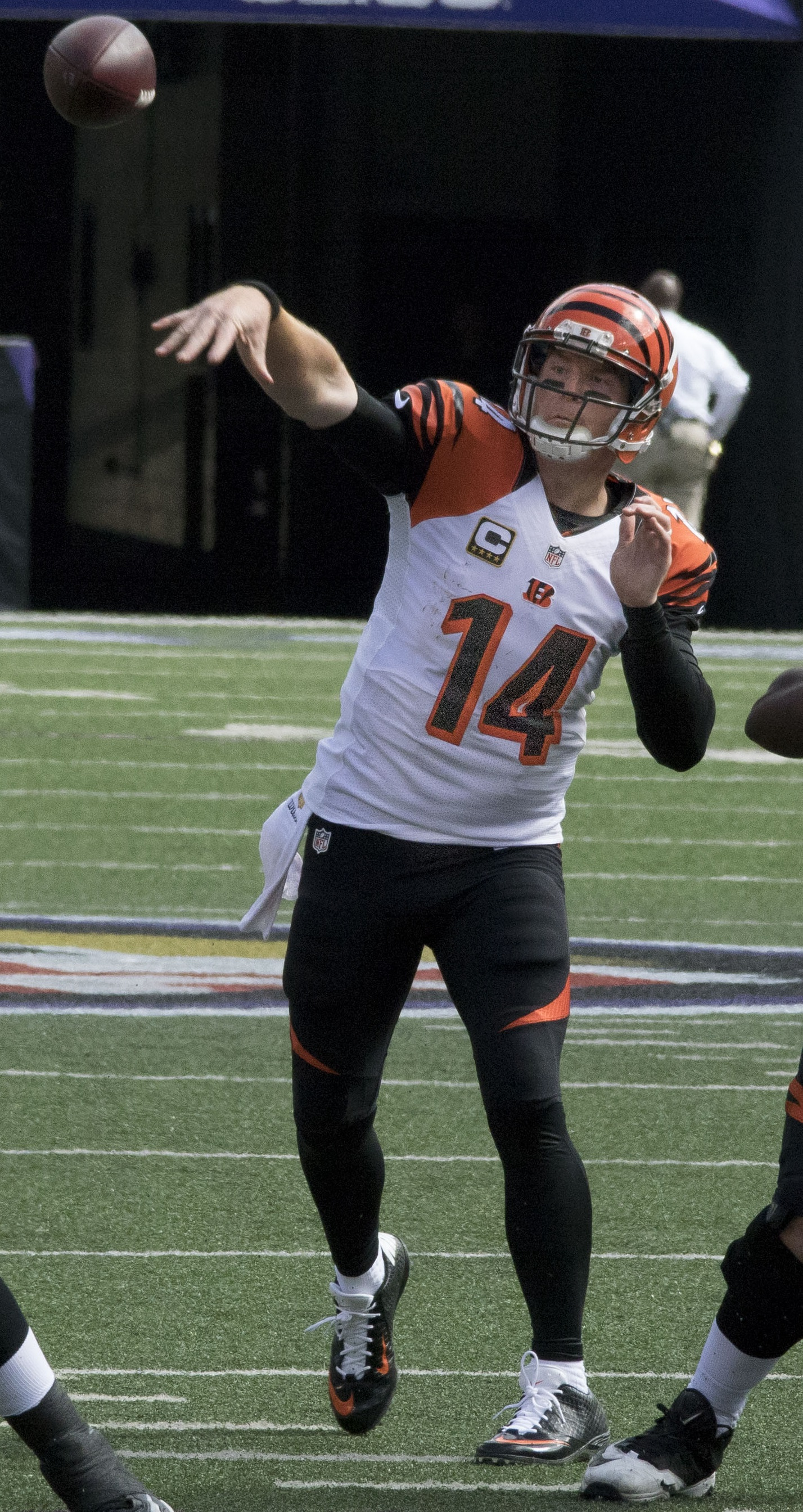
Dalton nel 2015 contro i Ravens.

Nel primo turno di playoff si ripeté il copione già visto negli anni precedenti, con Dalton e i Bengals, privi di A.J. Green e Jermaine Gresham, che furono subito eliminati dai Colts. Pareggiò così il primato NFL negativo di Y.A. Tittle per il maggior numero di sconfitte consecutive per un quarterback nei playoff a inizio carriera.

#### Stagione 2015
I Bengals aprirono la stagione 2015 vincendo tutte le prime otto partite (un nuovo record di franchigia) nella terza delle quali, in casa dei Ravens, Dalton lanciò un nuovo primato personale di 384 yard. A fine ottobre fu premiato come giocatore offensivo del mese della AFC per la terza volta in carriera mentre stava guidando la NFL in yard medie per tentativo (9,1), passer rating e passaggi da più di 25 yard (19).
La prima sconfitta giunse nel decimo turno contro i Texans, in cui la squadra non riuscì a segnare alcun touchdown. Seguì un'altra partita persa contro i Cardinals, prima di tornare alla vittoria contro i Rams con un secco 31-7, un cui Dalton passò 233 yard, 3 TD e un intercetto.
Nella settimana 14, mentre stava disputando la migliore stagione in carriera, Dalton si fratturò un pollice mentre cercava di mettere a segno un placcaggio dopo avere subito un intercetto contro Pittsburgh. La sua stagione regolare si chiuse così con 3.250 yard passate, 25 touchdown e soli 7 intercetti subiti, per un passer rating di 106,2, il secondo migliore della NFL dietro a Russell Wilson.

#### Stagione 2016
Dalton tornò in campo nel primo turno della stagione 2016, portando la squadra a una vittoria esterna sui Jets. La sua annata si concluse con 4.206 yard passate, 18 touchdown e 8 intercetti subiti, venendo convocato per il suo terzo Pro Bowl al posto di Tom Brady impegnato nel Super Bowl LI ma mancando l'accesso ai playoff per la prima volta in carriera, con Cincinnati che terminò al terzo posto della division con un record di 6-9-1.

#### Stagione 2017

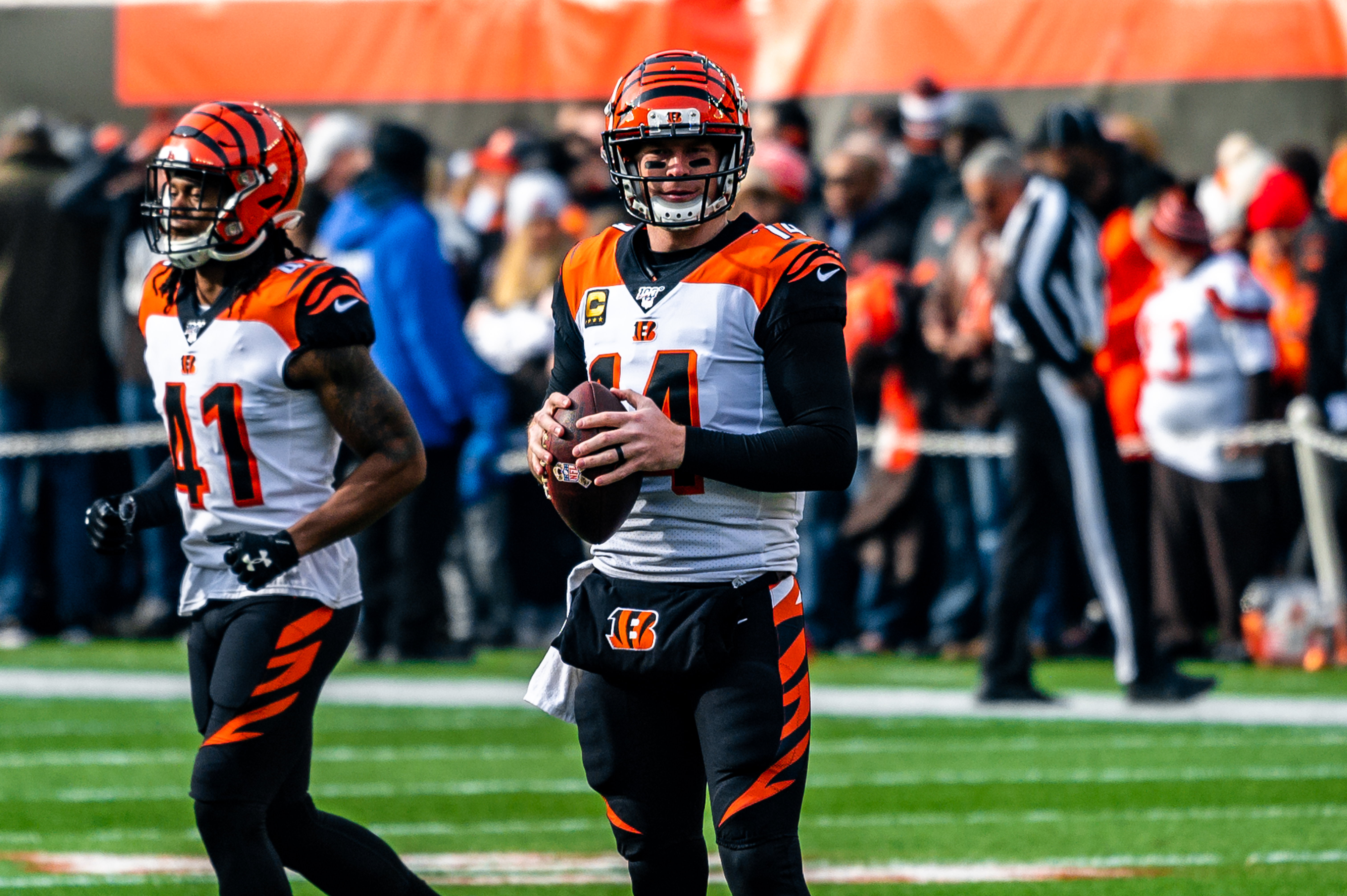
Dalton nel 2019 a Cleveland

Dopo tre sconfitte in altrettante gare, tra cui una ai tempi supplementari contro i Green Bay Packers, i Bengals vinsero la prima gara della stagione nel quarto turno in casa dei Browns dove Dalton passò 286 yard e 4 touchdown per un passer rating di 146,0. La squadra terminò con un record di 7-9 al terzo posto della division, mentre Dalton passò 3.320 yard, 25 touchdown e subì 12 intercetti

#### Stagione 2018
Nel quinto turno della stagione 2018 Dalton portò i Bengals a rimontare uno svantaggio di 17-0 contro i Dolphins e a segnare 27 punti consecutivi. Nel dodicesimo turno del 2018 si infortunò a un pollice, chiudendo in anticipo la sua stagione contro i Browns. La sua annata terminò con 2.566 yard passate, 21 touchdown e 11 intercetti subiti in 11 partite in cui Cincinnati accumulò 5 vittorie e 6 sconfitte.

#### Stagione 2019
Dalton tornò in campo nel primo turno della stagione 2019 passando un record in carriera di 418 yard nella sconfitta di misura contro i Seattle Seahawks. Dopo avere perso tutte le prime otto partite tuttavia venne spostato in panchina per la prima volta in carriera per scelta tecnica, vedendo promosso a titolare il rookie Ryan Finley. Questi perse tutte le tre partite che disputò, dopo di che Dalton tornò a essere nominato titolare alla vigilia del tredicesimo turno in cui i Bengals colsero la prima vittoria stagionale e il quarterback divenne il primatista della franchigia per touchdown passati, superando Ken Anderson. La sua ultima stagione a Cincinnati si chiuse con 3.494 yard passate, 16 touchdown e 14 intercetti, con un record di 2-11 come titolare.
Dopo che i Bengals scelsero il quarterback Joe Burrow come primo assoluto nel Draft NFL 2020, il 30 aprile Dalton fu svincolato dopo nove stagioni.

### Dallas Cowboys
Il 2 maggio 2020 Dalton firmò con i Dallas Cowboys un contratto annuale del valore di 7 milioni di dollari. Quando il titolare Dak Prescott subì un grave infortunio alla caviglia nella settimana 5 contro i New York Giants, Dalton vi subentrò completando 9 passaggi su 11 per 111 yard e portando la squadra a segnare 13 punti nella vittoria per 37-34. Divenuto titolare, Dalton si infortunò a sua volta nel terzo quarto della gara del settimo turno contro il Washington Football Team, venendo costretto ad abbandonare la contesa. Tornò in campo nell'11º turno contro i Minnesota Vikings guidando i Cowboys alla terza vittoria stagionale. Nella settimana 14 tornò per la prima volta a Cincinnati da avversario nella vittoria per 30-7. Nel penultimo turno mantenne Dallas in corsa per un posto nei playoff, poi non raggiunto, con oltre 350 yard passate e 3 touchdown (un intercetto) nella vittoria sui Philadelphia Eagles. La sua annata si chiuse con 2.169 yard passate, 14 touchdown e 8 intercetti in 12 presenze, di cui 10 come titolare.

### Chicago Bears
Il 16 marzo 2021 Dalton firmò un contratto annuale da 10 milioni di dollari con i Chicago Bears. Anche se il club scelse come 11º assoluto il quarterback Justin Fields, Dalton partì come titolare nella trasferta del primo turno contro i Rams, persa per 34-14, in cui passò 206 yard e un intercetto prima di venire sostituito da Fields a risultato compromesso. Complessivamente nell'unica stagione con la squadra Dalton passò 1.512 yard, 8 touchdown e 9 intercetti in 8 gare.

### New Orleans Saints
Il 30 marzo 2022 Dalton firmò con i New Orleans Saints. Nella gara della settimana 4 disputata a Londra partì come titolare al posto dell'infortunato Jameis Winston, passando 236 yard e un touchdown nella sconfitta contro i Minnesota Vikings. Anche quando Winston si ristabilì, Dalton rimase il quarterback partente per il resto della stagione, in cui ebbe un record di 6 vittorie e 8 sconfitte, con 2.871 yard passate, 18 touchdown e 9 intercetti.

### Carolina Panthers
Il 14 marzo 2023 Dalton firmò con i Carolina Panthers un contratto biennale del valore di 10 milioni di dollari. Nelle prime due partite fu la riserva della prima scelta assoluta di quell'anno Bryce Young ma quando questi si infortunó a una spalla, Dalton fu nominato titolare per la gara del terzo turno contro i Seattle Seahawks, in cui disputò una prova solida ma non sufficiente ad ottenere la vittoria.
Dopo due prestazioni molto negative di Young nelle prime due partite della stagione 2024, Dalton il 16 settembre fu nominato quarterback titolare per la gara della settimana 3. In quella partita contro i Las Vegas Raiders portò la squadra alla prima vittoria della stagione e a segnare più punti nel primo tempo di quanti ne avesse segnati complessivamente nelle due gare precedenti con Young. La sua gara si chiuse con 319 yard passate, 3 touchdown e nessun intercetto subito nel 36-22 finale. Fu il primo quarterback dei Panthers a passare tre touchdown nel primo tempo da Cam Newton nel 2015. La sua prestazione gli valse il riconoscimento di quarterback della settimana. Malgrado un miglioramento della fase offensiva guidata da Dalton, nelle successive quattro partite arrivarono altrettante sconfitte, rispettivamente contro Bengals (24-34), Bears (10-36), Falcons (20-38) e Commanders (7-40), relegando la squadra sul record di 1-6 all'ultimo posto della NFC.
Il 22 ottobre 2024 Dalton rimase coinvolto in un incidente automobilistico mentre viaggiava con la moglie e i tre figli nei pressi di Charlotte: l'incidente non fu grave e nessuno della famiglia richiese cure mediche in ospedale, ma Dalton riportò un infortunio al pollice. Il giorno successivo Young fu rinominato titolare per la partita dell'ottavo turno.
Il 18 febbraio 2025 Dalton firmó un nuovo contratto biennale con i Panthers.

## Palmarès
- Convocazioni al Pro Bowl: 3

2011, 2014, 2016
- Miglior giocatore offensivo della AFC del mese: 3

ottobre 2011, ottobre 2013, ottobre 2015
- Miglior giocatore offensivo della AFC della settimana: 2

6ª e 14ª del 2013
- Quarterback della settimana: 1

3ª del 2024
- Rookie della settimana: 2

7ª e 9ª del 2011

## Statistiche

### Stagione regolare
| 2011   | CIN    | 16  | 16  | 300   | 516   | 58,1 | 3 398  | 6,6 | 20  | 13  | 80,4  | 37  | 152   | 4,1 | 17 | 1  | 24  | 160   | 4  | 2  | 9-7-0   |
| 2012   | CIN    | 16  | 16  | 329   | 528   | 62,3 | 3 669  | 6,9 | 27  | 16  | 87,4  | 47  | 120   | 2,6 | 17 | 4  | 46  | 229   | 4  | 4  | 10-6-0  |
| 2013   | CIN    | 16  | 16  | 363   | 586   | 61,9 | 4 293  | 7,3 | 33  | 20  | 88,8  | 61  | 183   | 3,0 | 12 | 2  | 29  | 182   | 4  | 3  | 11-5-0  |
| 2014   | CIN    | 16  | 16  | 309   | 481   | 64,2 | 3 398  | 7,1 | 19  | 17  | 83,5  | 60  | 169   | 2,8 | 20 | 4  | 21  | 124   | 3  | 2  | 10-5-1  |
| 2015   | CIN    | 13  | 13  | 255   | 386   | 66,1 | 3 250  | 8,4 | 25  | 7   | 106,2 | 57  | 142   | 2,5 | 12 | 3  | 20  | 118   | 5  | 2  | 10-3-0  |
| 2016   | CIN    | 16  | 16  | 364   | 563   | 64,7 | 4 206  | 7,5 | 18  | 8   | 91,8  | 46  | 184   | 4,0 | 15 | 4  | 41  | 264   | 9  | 3  | 6-9-1   |
| 2017   | CIN    | 16  | 16  | 297   | 496   | 59,9 | 3 320  | 6,7 | 25  | 12  | 86,6  | 38  | 99    | 2,6 | 25 | 0  | 39  | 255   | 4  | 4  | 7-9-0   |
| 2018   | CIN    | 11  | 11  | 226   | 365   | 61,9 | 2 566  | 7,0 | 21  | 11  | 89,6  | 16  | 99    | 6,2 | 21 | 0  | 21  | 157   | 1  | 0  | 5-6-0   |
| 2019   | CIN    | 13  | 13  | 314   | 528   | 59,5 | 3 494  | 6,6 | 16  | 14  | 78,3  | 32  | 73    | 2,3 | 17 | 4  | 37  | 249   | 8  | 4  | 2-11-0  |
| 2020   | DAL    | 11  | 9   | 216   | 333   | 64,9 | 2 170  | 6,5 | 14  | 8   | 87,3  | 28  | 114   | 4,1 | 13 | 0  | 24  | 184   | 2  | 1  | 4-5-0   |
| 2021   | CHI    | 8   | 6   | 149   | 236   | 63,1 | 1 515  | 6,4 | 8   | 9   | 76,9  | 16  | 76    | 4,8 | 14 | 0  | 18  | 143   | 1  | 1  | 3-3-0   |
| 2022   | NOR    | 14  | 14  | 252   | 378   | 66,7 | 2 871  | 7,6 | 18  | 9   | 95,2  | 30  | 54    | 1,8 | 14 | 0  | 25  | 189   | 5  | 1  | 6-8-0   |
| 2023   | CAR    | 3   | 1   | 34    | 58    | 58,6 | 361    | 6,2 | 2   | 0   | 88,4  | 3   | 12    | 4,0 | 10 | 0  | 3   | 27    | 0  | 0  | 0-1-0   |
| 2024   | CAR    | 6   | 5   | 106   | 160   | 66,3 | 989    | 6,2 | 7   | 6   | 82,0  | 11  | 34    | 3,1 | 18 | 0  | 7   | 37    | 2  | 0  | 1-4-0   |
| Totale | Totale | 175 | 168 | 3 514 | 5 614 | 62,6 | 39 500 | 7   | 253 | 150 | 87,5  | 482 | 1 511 | 3,1 | 25 | 22 | 355 | 2 318 | 52 | 27 | 84-82-2 |

### Play-off
| 2011   | CIN    | 1 | 1 | 27 | 42  | 64,3 | 257 | 6,1 | 0 | 3 | 51,4 | 3  | 17 | 5,7 | 15 | 0 | 4  | 33 | 1 | 0 | 0-1 |
| 2012   | CIN    | 1 | 1 | 14 | 30  | 46,7 | 127 | 4,2 | 0 | 1 | 44,7 | 4  | 15 | 3,8 | 12 | 0 | 2  | 9  | 0 | 0 | 0-1 |
| 2013   | CIN    | 1 | 1 | 29 | 51  | 56,9 | 334 | 6,5 | 1 | 2 | 67,0 | 5  | 26 | 5,2 | 12 | 0 | 3  | 8  | 2 | 1 | 0-1 |
| 2014   | CIN    | 1 | 1 | 18 | 35  | 51,4 | 155 | 4,4 | 0 | 0 | 63,4 | 4  | 34 | 8,5 | 16 | 0 | 3  | 11 | 1 | 1 | 0-1 |
| Totale | Totale | 4 | 4 | 88 | 158 | 55,7 | 873 | 5,5 | 1 | 6 | 57,8 | 16 | 92 | 5,8 | 16 | 0 | 12 | 61 | 4 | 2 | 0-4 |

Fonte: Pro Football Reference
In grassetto i record in carriera - Statistiche alla settimana 7 della stagione 2024.